# ロッキー4/炎の友情
『ロッキー4/炎の友情』（ロッキーフォー/ほのおのゆうじょう、原題: Rocky IV）は、1985年製作のアメリカ合衆国の映画。

## 概要
『ロッキー3』（1982年）の続編として製作された、『ロッキー』シリーズ第4作。当時の東西冷戦と、ゴルバチョフ登場によるソ連との雪解けムードをストーリーに織り込んだ、過去3作とは大きく趣の異なる作品となっている。
興行的にはシリーズ最高のヒットを記録したが、本作自体や監督・主演を務めたシルヴェスター・スタローン、助演のブリジット・ニールセンらは『ランボー/怒りの脱出』と『レッドソニア』も併せて、「最低」の映画を選ぶ第6回ゴールデンラズベリー賞10部門中8部門にノミネートされ、5部門を受賞するという不名誉な記録を残している。
2021年、未公開映像を加え再編集したディレクターズカット版『ロッキーVSドラゴ:ROCKY IV』（原題: Rocky IV: Rocky vs Drago）が、アメリカで限定上映された。日本では、2022年8月19日に劇場公開された。

## ストーリー
クラバー・ラングを倒し再びチャンピオンへと返り咲いたロッキーは、国民的ヒーローとして、家族や友人に囲まれながら幸せな生活を送っていた。そんなある日、ソビエト連邦のアマチュアボクシングヘビー級王者イワン・ドラゴが訪米。ソ連のプロボクシング協会加入を発表し、世界ヘビー級王者であるロッキーとの対戦希望を表明した。それを聞いたアポロはロッキーに「引退して時間が経っても、戦士としての自分は変えられない」と語り、ロッキーに代わってドラゴとの対戦を受けると申し出た。
アポロ対ドラゴのエキシビションマッチはラスベガスで開催された。ロッキーをセコンドにつけ、スーパースターのジェームス・ブラウンが歌う華やかな演出の中、陽気にリングに上がるアポロ。それに対し、会場のブーイングにも臆することなく無表情で傲然と佇むドラゴの姿に、ロッキーは一抹の不安を覚える。試合が始まると、最初はアポロが往年のテクニックでドラゴを翻弄し余裕を見せつけていたが、ドラゴが反撃に転じると、アポロはその強烈なパンチになす術もなく打ちのめされてゆく。もはやエキシビションなどではなく、ドラゴが本気でアポロを叩き潰そうとしている事に気付いたロッキーは試合を止めさせようとするが、ボクサーとしての闘志に火が付いたアポロはそれを拒否し、諦めずに立ち向かっていく。だがそれも空しく、ドラゴの強打を浴び続けた末にアポロはリングに倒れ、そのまま帰らぬ人となってしまった。
悲しみに暮れながらも「ファイターとして生まれた自分は変えられない」と、ロッキーはドラゴとの対戦を了承する。ファイトマネーはゼロ、未認可の非公式戦、敵地・ソ連での開催という悪条件をすべて飲み、ロッキーはアポロのトレーナーだったデューク、義理の兄ポーリーらとソ連へ渡る。一面の銀世界に囲まれた雄大な大自然の中で、環境を生かした過酷なトレーニングを行うロッキー。それに対してドラゴは、政府の科学者チームに囲まれ、最新鋭技術に基づくトレーニングで自らの肉体を更に屈強なものにしていった。そして当初は試合に反対していたロッキーの妻エイドリアンも、試合前身体を作る夫のもとへとやって来る。
試合当日、ソ連国民が埋め尽くすモスクワの試合会場の貴賓席には、ソ連政府首脳陣の姿が並んでいた。ロッキーに対する猛烈なブーイングの中、試合開始のゴングが鳴る。圧倒的な体格差から繰り出されるパンチを防ぎきれず、何度となくマットに倒されるロッキー。しかし何度倒れようと立ち上がって反撃してくるロッキーの姿に、ドラゴは「奴は人間じゃない、まるで鉄だ」と今まで味わったことのない恐怖心を感じる。やがて試合が乱戦になり打ち合いが始まると、ロッキーはさらにダウンの回数を重ねてゆく。それでも諦めずにドラゴに立ち向かっていくうち、会場に変化が現れた。最初はロッキーに対して敵意を抱いていた観衆が、その勇敢な戦いに熱狂し、やがてロッキーコールまで始めたのである。
14ラウンド終了後、ロッキーを応援する観客に業を煮やした首脳陣の指示で、政府幹部の男がドラゴに対して「国家のメンツを潰す気か」と無神経に発破を掛けてきた。だがドラゴは幹部を掴みあげ、「俺は勝つため、自分のために戦う」と言い放つ。ドラゴの心にもまた、一人のボクサーとしての炎が燃え上がっていたのだった。鉄仮面のように無表情だったかつてとは別人のような、激情をあらわにした傷だらけの顔で最終15ラウンドのリングに向かってゆくドラゴと、迎え撃つロッキー。そして互いに疲労の極致に達し、技も作戦もない、本能だけの壮絶な殴り合いの末、ドラゴはついに10カウントのゴングに沈んでいった。
試合後、ロッキーはリングの上でヒーローインタビューを受ける。「最初は観客の自分に対する敵意に戸惑い、自分も観客を憎んだ。しかし戦いの末に互いに気持ちが変わっていった。つまり俺たちは誰でも変われるはずなんだ」ロッキーはこの夜の奇跡を、当時冷戦状態で緊迫していた東西関係に照らし合わせたのだ。歓声は頂点に達し、会場を万雷の拍手が包んだ。ソ連首脳陣もロッキーの言葉をスタンディングオベーションで称えていた。そして最後に、ロッキーはアメリカの自宅で寝ている（実は友達とテレビ観戦している）息子に向けてメッセージを送る。「メリークリスマス！愛してるぞ！」　会場の興奮は最高潮に達し、エイドリアンを抱き寄せたロッキーと会場は一体となってフィナーレを迎える。

## キャスト
| 役名               | 俳優                       | 日本語吹き替え                                                                                           | 日本語吹き替え | 日本語吹き替え |
| 役名               | 俳優                       | TBS版 | テレビ朝日版 |                |
| ------------------ | -------------------------- | --- | --- | -------------- |
| ロッキー・バルボア | シルヴェスター・スタローン | 羽佐間道夫                                                                                               | 佐々木功 |                |
| エイドリアン       | タリア・シャイア           | 松金よね子                                                                                               | 塩田朋子 |                |
| ポーリー           | バート・ヤング             | 富田耕生                                                                                                 | 富田耕生 |                |
| アポロ・クリード   | カール・ウェザース         | 内海賢二                                                                                                 | 内海賢二 |                |
| イワン・ドラゴ     | ドルフ・ラングレン         | 若本規夫                                                                                                 | 大塚明夫 |                |
| ルドミラ・ドラゴ   | ブリジット・ニールセン     | 高島雅羅                                                                                                 | 小山茉美 |                |
| デューク           | トニー・バートン           | 緒方賢一                                                                                                 | 麦人 |                |
| ロッキー・ジュニア | ロッキー・クラコフ         | 坂本千夏                                                                                                 | 近藤玲子 |                |
| ニコライ・コロフ   | マイケル・パタキ           | 大木民夫                                                                                                 | |                |
|                    | ジェームス・ブラウン       | | |                |
| その他声の出演     | N/A                        | 村松康雄 嶋俊介 糸博 飯塚昭三 筈見純 横尾まり 大山高男 作間功 峰恵研 片岡富枝 小室正幸 古田信幸 亀井芳子 | 山野史人 秋元羊介 伊藤和晃 坂口芳貞 小島敏彦 仲野裕 峰恵研 成田剣 幹本雄之 磯辺万沙子 辻つとむ 喜多川拓郎 松下亜紀 筒井巧 西村知道 小室正幸 叶木翔子 |                |
| 日本語版スタッフ   |                            | | |                |
| プロデューサー     | N/A                        | 上田正人                                                                                                 | 福吉健 |                |
| 演出               | N/A                        | 伊達康将                                                                                                 | 松川睦 |                |
| 翻訳               | N/A                        | 岩佐幸子                                                                                                 | 平田勝茂 |                |
| 効果               | N/A                        | リレーション                                                                                             | リレーション |                |
| 調整               | N/A                        | 荒井孝                                                                                                   | 高久孝雄 |                |
| 制作               | N/A                        | 東北新社 TBS                                                                                             | 東北新社 |                |
| 初回放送           | N/A                        | 1989年1月2日 19:00-20:54 『新春特別ロードショー』                                                        | 1995年9月17日 21:02-22:54 『日曜洋画劇場』 |                |

- ゴルバチョフ書記長（当時）役で彼の“そっくりさん”が出演している（このそっくりさんは映画『裸の銃を持つ男』にもゴルバチョフ書記長役で出演している。）。
- TBS版吹替は放送でカットされた部分を追加録音しDVD/BDに収録。

### 地上波放送履歴
| 回数  | テレビ局   | 番組名               | 放送日        | 吹替版       | 放送時間      | 放送分数 |
| ----- | ---------- | -------------------- | ------------- | ------------ | ------------- | -------- |
| 初回  | TBS        | 新春特別ロードショー | 1989年1月2日  | TBS版        | 19:00 - 20:54 | 114分    |
| 2回目 | TBS        | 月曜ロードショー     | 1990年4月18日 | TBS版        | 21:00 - 22:54 | 114分    |
| 3回目 | 日本テレビ | 金曜ロードショー     | 1994年4月15日 | TBS版        | 21:03 - 22:54 | 111分    |
| 4回目 | テレビ朝日 | 日曜洋画劇場         | 1995年9月17日 | テレビ朝日版 | 21:02 - 22:54 | 112分    |
| 5回目 | テレビ東京 | 午後のロードショー   | 2003年8月7日  | TBS版        | 13:30-15:30   | 120分    |
| 6回目 | テレビ朝日 | 日曜洋画劇場         | 2007年4月22日 | テレビ朝日版 | 21:15 - 23:09 | 114分    |
| 7回目 | テレビ東京 | 午後のロードショー   | 2011年9月1日  | TBS版        | 13:35-15:35   | 120分    |

## スタッフ
- 監督・脚本：シルヴェスター・スタローン
- 音楽：ヴィンス・ディコーラ
- 撮影：ビル・バトラー
- プロデューサー：アーウィン・ウィンクラー、ロバート・チャートフ
- 編集：ドン・ジンマーマン、マーク・ワーナー
- 日本語字幕：戸田奈津子[3]

## 主題歌
- サバイバー「Eye of the Tiger」
- ゴー・ウエスト「One Way Street」
- ケニー・ロギンズ、グラディス・ナイト「Double or Nothing」
- ジェームス・ブラウン「Living in America」
- ロバート・テッパー「No Easy Way Out」 - ゲーム『Saints Row: The Third』にも使用されている。
- サバイバー「Burning Heart（英語版）」
- ジョン・キャファティー「Heart's On Fire」
- タッチ「The Sweetest Victory」

## 作品解説

### 配役
ドラゴを演じたドルフ・ラングレンは、この作品で大きな注目を集め、その後アクション俳優として飛躍することとなったが、当初「背は高いが体の線が細すぎる」として選考から外れていた。しかし本人の熱心な売り込みと、フルコンタクト空手で鍛えた独特の軌道のパンチがスタローンの目に留まり、スタローンと共にウエイトトレーニングに励んだ結果、ほぼ筋肉のみで25ポンドの増量に成功。これによりドラゴ役への抜擢が決まった。スタローンとはその後、2010年の映画『エクスペンダブルズ』で再共演している。

### 音楽
サバイバーやジェームス・ブラウンら人気アーティストが参加したサウンドトラックはヒットを記録し、本作で用いられた挿入歌は2014年現在でも様々なスポーツ選手が入場テーマ曲などに使用している。本作はヴィンス・ディコーラが手掛けており、全6作品の中で唯一、ビル・コンティが担当していない。サウンドトラック盤は日本ではオリコン洋楽アルバムチャートで1986年7月7日付から4週連続1位を獲得した。

## 世評など
過去のロッキー作品と比べてストーリー性を減らし、上映時間を短くするなど単純なエンターテインメントに特化した作風となった。ストーリー展開の凡庸さや、ミュージック・ビデオを彷彿とさせる演出が延々と続く点などが酷評された。
当時のロナルド・レーガン大統領は、スタローンをホワイトハウスに招いて本作を観賞しその内容を絶賛した一方、ソ連のメディアは「あからさまな反ソ、反共宣伝映画」としてスタローンを非難するなど、本作は政治的にも大きな話題となった。

## ノベライズ
劇場公開当時、スタローン自身の手によるノベライズが出版されている（日本では二見書房から映画と同タイトルで刊行）。物語のアウトラインは映画とほぼ同じであるが、映画ではほぼ描かれていないイワン・ドラゴのバックボーンや内面などが描かれており、脚本執筆時のスタローンの構想が窺える内容となっている。

## 備考
- モスクワの試合会場で流れたソ連国歌の歌詞は、ヨシフ・スターリン政権時代のものである。
- 本作で共演したスタローンとブリジット・ニールセンは、この後私生活で親しくなり、翌1986年に結婚したが、1987年に離婚した。
- 2018年公開の映画『クリード 炎の宿敵』は、アポロの遺児アドニスを主人公とするロッキー・シリーズのスピンオフ第2作で、アドニスはドラゴの息子ヴィクターと因縁の対戦をする。ラングレンとニールセンもイワンとルドミラの役で出演している。